# Enfield Chase (stacja kolejowa)
Enfield Chase (kod stacji: ENC) - stacja kolejowa w Londynie, na terenie London Borough of Enfield, zarządzana i obsługiwana przez First Capital Connect. W roku statystycznym 2008-09 skorzystało z niej ok. 1,162 mln pasażerów. 

## Galeria

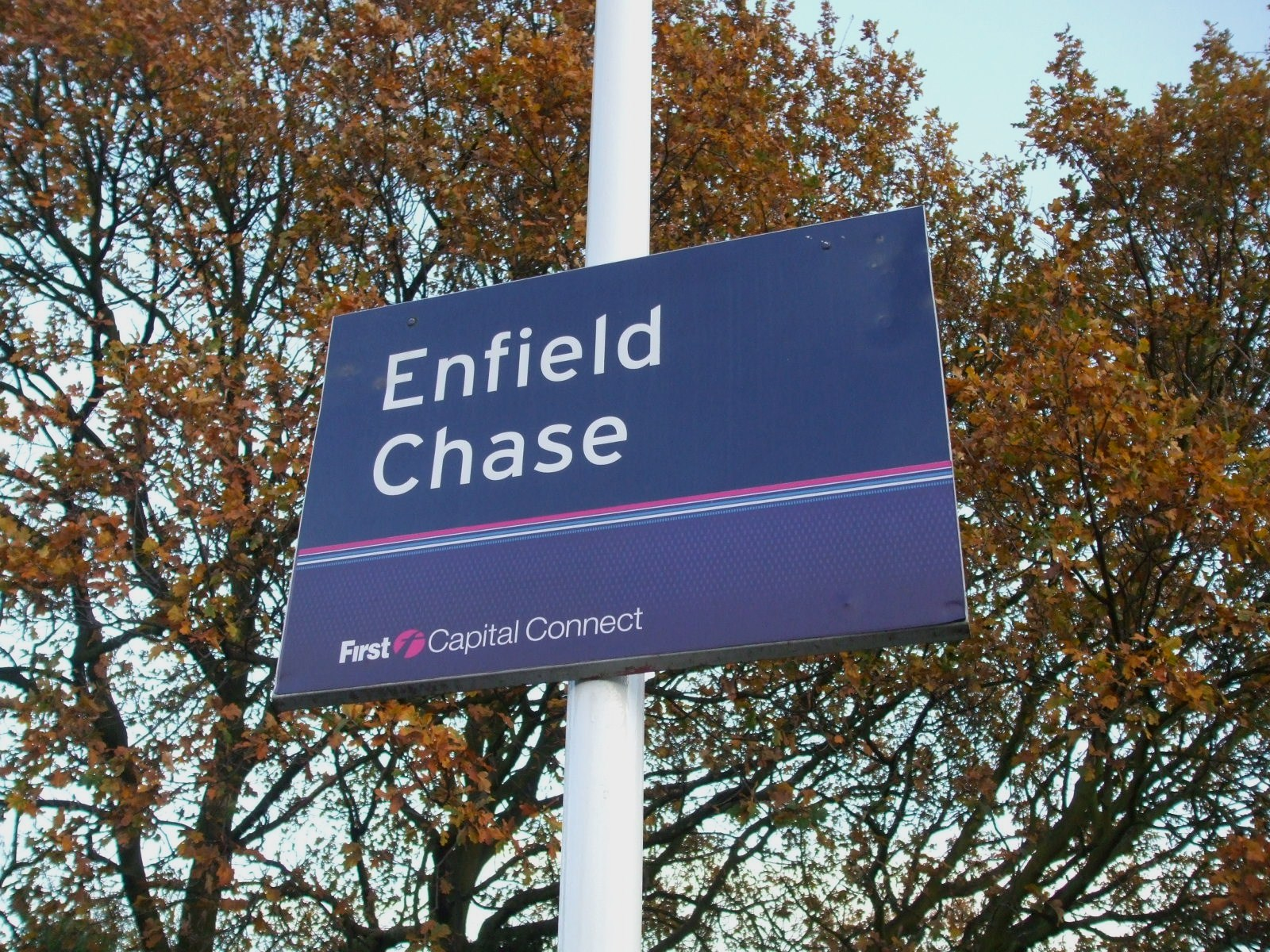
Tablica z nazwą stacji
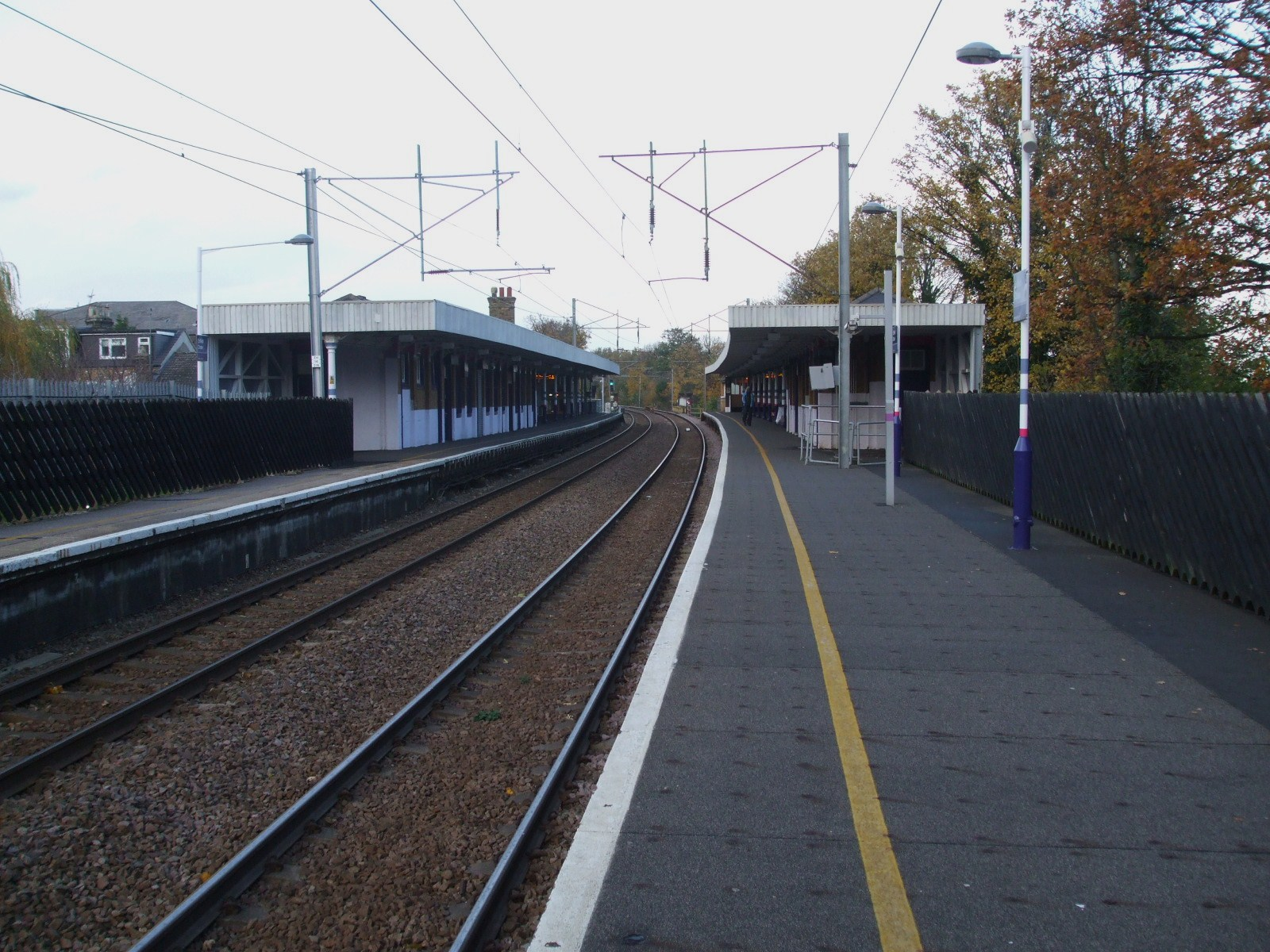
Perony
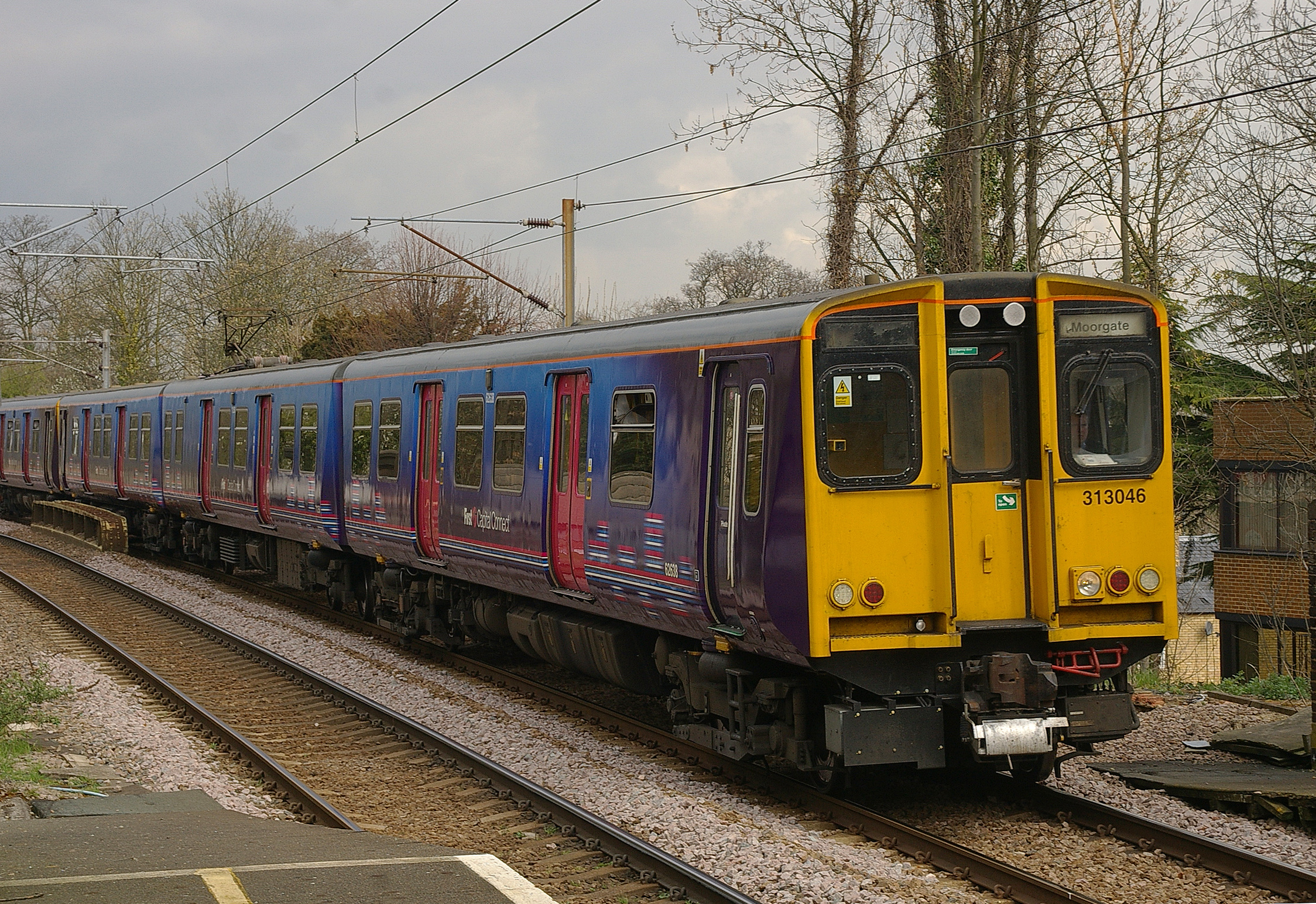
Wjeżdżający na stację pociąg typu British Rail Class 313
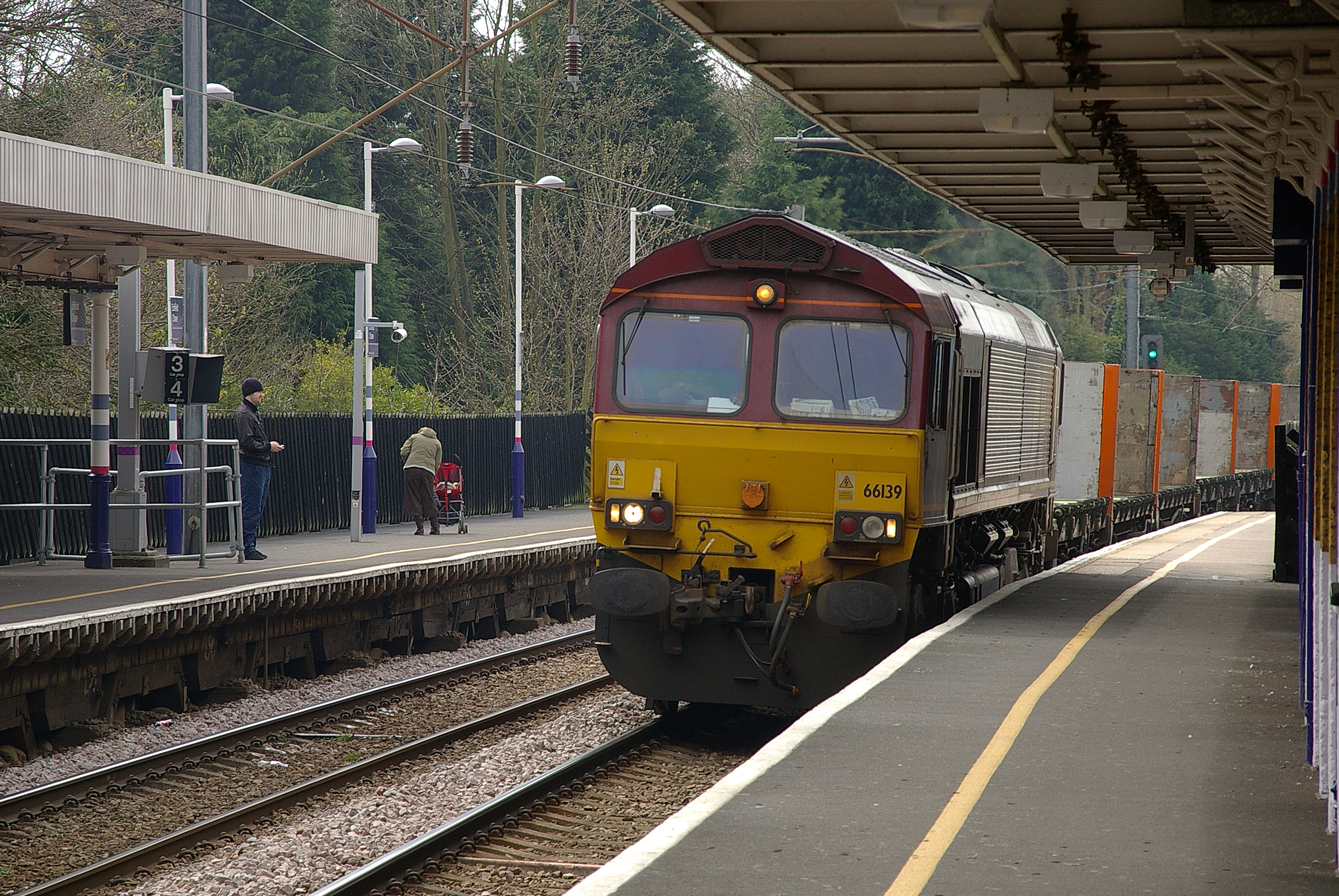
Przejeżdżający przez stację pociąg towarowy (z lokomotywą British Rail Class 66)